# Dominika na Letnich Igrzyskach Olimpijskich 2016
Dominikę na Letnich Igrzyskach Olimpijskich 2016 reprezentowało dwóch zawodników. Był to szósty start reprezentacji Dominiki na letnich igrzyskach olimpijskich.

## Skład reprezentacji

### Lekkoatletyka
Konkurencje techniczne
| Zawodnik          | Konkurencja       | Eliminacje | Eliminacje | Finał    | Finał   |
| Zawodnik          | Konkurencja       | Rezultat   | Pozycja    | Rezultat | Pozycja |
| ----------------- | ----------------- | ---------- | ---------- | -------- | ------- |
| Yordanis Durañona | Trójskok mężczyzn | NM         | -          | NQ       | NQ      |
| Thea LaFond       | Trójskok kobiet   | 12,82      | 37.        | NQ       | NQ      |